# 黔龙属
黔龙（属名：Qianlong，意即“贵州省之龙”）是中国早侏罗世自流井组发现的一属原始蜥脚形亚目恐龙。模式种是守护黔龙（Qianlong shouhu）。

## 发现与命名
本属已发现三具相关成体骨骼及五窝皮革质外壳的卵中刚孵化的幼龙。这些遗骸于2023年命名为蜥脚形亚目新属新种守护黔龙。属名组合贵州省简称“黔”及中文“龙”。种名“守护”指成体与胚胎间的关系。

## 种系发生学
将黔龙加入系统发育分析，发现其作为云南龙的姐妹群而位于蜥脚形类基部。